# Blepharicera esakii
Blepharicera esakii är en tvåvingeart som först beskrevs av Alexander 1924.  Blepharicera esakii ingår i släktet Blepharicera och familjen Blephariceridae. Inga underarter finns listade i Catalogue of Life.